# Choi Jeongrye
Choi Jeongrye (* 1955 in Hwasŏng, Kyŏnggi-do; † 16. Januar 2021) war eine südkoreanische Lyrikerin.

## Leben
Choi verbrachte als Jugendliche gerne Zeit in der Bibliothek und träumte davon Schriftstellerin zu werden. An der Korea University studierte sie koreanische Literatur, debütierte aber erst viel später, im Jahr 1990. Als Grund hierfür gab sie in einem Interview an, dass während des Studiums die Literatur auf sie einen furchteinflößenden Eindruck gemacht und wie eine mächtige Ideologie gewirkt habe, für die sie glaubte, ihr Leben wegwerfen zu müssen. Außerdem lebte sie in dem Glauben, Lyrik könne nicht von einfachen Menschen wie ihr verfasst werden, sondern dazu gehöre ein besonderer, starker Charakter. Nach dem Abschluss ihres Studiums arbeitete Choi Jeongrye als Lehrerin für koreanische Literatur, heiratete schließlich und brachte Kinder zur Welt. Dann merkte sie jedoch, dass die Flucht davor, literarisch tätig zu sein, sie nicht glücklich machte.
2006 nahm sie am International Writing Program der Universität von Iowa teil und war 2009 für ein Jahr als Gastwissenschaftlerin an der Universität von Kalifornien. Choi Jeongrye promovierte in moderner koreanischer Lyrik und unterrichtet an der Korea National University of Arts in Seoul.
In ihren Gedichten beschäftigte sich die Lyrikerin mit der tieferen Betrachtung von Zeit und Erinnerungen. Eingebettet in diesen Kontext war ein Prozess der Selbstfindung, der dazu dient, andere und die Welt als Ganzes zu verstehen. In der Auseinandersetzung mit zerstreuten Erinnerungen und dem Chaos der Zeit erkannte sie, dass der Kern der Existenz aus dem Gefühl der Leere und Einsamkeit besteht. Choi Jeongryes Sprache ist einfach gewählt, aber ausdrucksvoll, dabei jedoch nicht mit bedeutungslosen Emotionen überfüllt oder analysierend. Einfache, alltägliche Worte scheinen plötzlich fremdartig zu sein und gewähren neue Blickwinkel, die den Schmerz des Lebens aufzeigen. Trotz dieser eher düsteren Thematik bleibt die Sprache dynamisch und lebendig.

## Arbeiten

### Koreanisch
- 내 귓속의 장대나무 숲 Der Bambuswald in meinem Ohr (1994) ISBN 8937405814
- 햇빛속에 호랑이 Der Tiger im Sonnenlicht (1998) ISBN 9788933810866
- 붉은 밭 Rotes Feld (2001) ISBN 8936422103
- 레바논 감정 Libanon Gefühle (2006) ISBN 9788932016986
- 그녀의 입술은 따스하고 당신의 것은 차거든 Ihre Lippen sind warm, deine sind kalt (2006) ISBN 9788972753803
- 시여 살아 있다면 힘껏 실패하라 Wenn du vergrämt durchs Leben gehst, dann sollst du scheitern (2007) ISBN 9788901074566
- 백석 시어의 힘 Die Kraft der Poesie Paek Sŏks (2008) ISBN 9788992362467
- 캥거루는 캥거루고 나는 나인데 Ein Känguru ist ein Känguru und ich bin ich (2011) ISBN 9788932022475

### Übersetzungen

#### Englisch
- Instances : selected poems (최정례 시선), Parlor Press (2011)

## Auszeichnungen
- 1999: 제10회 김달진문학상 (Kim Tal-chin Literaturpreis)
- 2003: 제10회 이수문학상 (Isu Literaturpreis)
- 2007: 제52회 현대문학상 (Preis für zeitgenössische Literatur)
- 2012: 제14회 백석문학상 (Paek Sǒk-Literaturpreis)